# Kadolah
Kadolah (ali Cadolah ali Chadalhoh), alemanski plemič, * ?, † 819.
Sin grofa Bertolda, je bil furlanski prefekt  in hkrati tudi frankovski  mejni grof. Po rodu je pripadal alemanski rodbini Alaholfingerjev. Njegova upravna oblast se je razen nad Furlanijo razširjala  še nad Karniolo,  nad Istro, pa  tudi  nad tistimi predeli Karantanije in Spodnje Panonije, ki so ležali južno od reke Drave.

## Kadolahov vzpon
Kadolah je omenjen že v darovnici iz leta 805,  ko je nekemu samostanu daroval del svoje  posesti. Konec leta 817 je isti samostan ponovno obdaroval, v tem času pa je že nosil naziv grof.  V letih 817 ali 818 je postal tudi furlanski prefekt (Cadolaum comitem et marcæ Foroiuliensis præfectum).  Leta 817 je Kadolah zavoljo frankovskih interesov posredoval pri določanju meje med Bizantinci in frankovskim varovancem, slovanskim dalmatinskim knezom Borno. V ravninski deželi Spodnji Panoniji, kjer so se mešali frankovski, bizantinski in bolgarski vplivi, so Franki poskušali  čim prej uvesti fevdalizem, pri čemer so se posluževali pokristjanjevanja, podpiranja domačih fevdalnih elementov, Kadolah pa je spremembe poskušal pospešiti tudi z vojaško silo. Spodnjepanonski knez Ljudevit Posavski se je nemškemu kralju Ludviku Pobožnemu pritožil zaradi krutosti in nestrpnosti, vendar brez uspeha, zaradi česar se je ta slovanski knez leta 819 Frankom uprl z orožjem. Že istega leta je prefekt Kadolah poskušal zatreti upor, a pri tem ni bil uspešen; ko pa se je vračal domov, ga je preden je prišel v Furlanijo 31. julija 819 pokosila mrzlica, nasledil pa ga je Balderik.

## Zunanji viri
- Herwig Wolfram (1991). Karantanija med vzhodom in zahodom: Obri, Bavarci in Langobardi v 8. In 9. stoletju. Iz: Zgodovinski časopis 41 (1991), 2, strani 177-187.
- Fawley Charles and FMG (verzija 16.12.2009). Northern Italy (1)..
- Alaholfingerji.